# Sophie Andresky
Sophie Andresky (* 1973) ist eine deutsche Autorin. Ihr Name ist ein Pseudonym, zu dem sie durch die Figur des Grafen Andrássy im Film Sissi – Die junge Kaiserin inspiriert wurde.

## Leben und Werk
Ihr Werk ist der erotischen Literatur zuzuordnen. Als erste Veröffentlichung erschien 1997 eine Sammlung von Kurzgeschichten im Bastei Lübbe Verlag. Daneben ist sie als Kolumnistin tätig, u. a. seit 2014 für das Magazin Playboy. Sie hat ein Studium der Kunstgeschichte abgeschlossen und lebt in Berlin.

## Auszeichnungen
- 1997: 1. Platz im Joy Key Award des Magazins Penthouse
- 1999: 1. Platz im Kurzgeschichtenwettbewerb des Journal für die Frau zum Thema „Die unglaublichsten Geschichten mit Männern“

## Werke (Auswahl)
Adventskalender
- Heiße Weihnacht. Ein erotischer Adventskalender. Heyne, München 2010, ISBN 978-3-453-67589-6.
- Weihnachtsengel küßt man nicht. Ein Adventskalender-Buch zum „Aufreißen“. Bastei-Lübbe, Bergisch Gladbach 2002, ISBN 3-404-14818-5. Das Buch diente 2011 als Grundlage der gleichnamigen Verfilmung für das ZDF und den ORF.

Erzählungen
- Honigmund. Erotische Verführungen. Bastei-Lübbe, Bergisch Gladbach 2005, ISBN 3-404-15328-6.
- Tiefer. Erotische Verführungen. Rowohlt, Reinbek 2003, ISBN 3-499-23366-5.
- Feucht. Erotische Verführungen. Rowohlt, Reinbek 2000, ISBN 3-499-26278-9.
- In der Höhle der Löwin. Erotische Kurzgeschichten. Goldmann, München 1998, ISBN 3-442-35059-X.
- Das Lächeln der Pauline. Erotische Kurzgeschichten. Bastei-Lübbe, Bergisch Gladbach 1997, ISBN 3-404-13845-7.

Kolumnen-Bände
- Böse Möse. Heyne Hardcore, München 2017, ISBN 978-3-641-18416-2 (aus der Zeitschrift Playboy und vom Internet-Erotikportal joyclub.de).
- Gute Nacht. Wovon Frauen wirklich träumen. Heyne Hardcore, München 2014, ISBN 978-3-453-67667-1 (aus der Zeitschrift Playboy und vom Internet-Erotikportal joyclub.de).
- Fröhliches Gevögel. Was Frauen sonst noch wollen. Heyne Hardcore, München 2012, ISBN 978-3-453-67631-2 (aus der Zeitschrift Penthouse und vom Internet-Erotikportal joyclub.de).
- Echte Männer. Was Frauen wirklich wollen. Haffmans bei Zweitausendeins, Frankfurt/M. 2008, ISBN 978-3-86150-816-8 (aus der Zeitschrift Penthouse).

Sachbuch
- Enjoy Yourself. Sex unter Quarantäne. Heyne, München 2020, ISBN 978-3-641-27096-4.

Romane
- Vögelwild. Erotischer Roman. Heyne, München 2022, ISBN 978-3-453-67737-1.
- Lovecoach. Erotischer Roman. Heyne, München 2020, ISBN 978-3-453-27216-3.
- Sex-Circus. Erotischer Roman. Heyne, München 2018, ISBN 978-3-453-27154-8.
- Hotel d'Amour. Erotischer Roman. Heyne, München 2017, ISBN 978-3-453-27066-4.
- Brautbett. Erotischer Roman. Heyne, München 2016, ISBN 978-3-453-26907-1.
- Dark Room. Erotischer Roman. Heyne, München 2014, ISBN 978-3-453-26908-8.
- Schrille Nacht. Eine heiße Weihnachtskreuzfahrt von Kiel nach Oslo. Mit Huhn. Umschlagillustration: Rudi Hurzlmeier, Haffmans & Tolkemitt Verlag, Berlin 2011, ISBN 978-3-942989-03-9
- Fuck your Friends. Erotischer Roman. Heyne, München 2010, ISBN 978-3-453-67588-9.
- Vögelfrei. Erotischer Roman. Heyne, München 2009, ISBN 978-3-453-67570-4.

Werkausgabe
- Mein Harem. Alle erotischen Geschichten aus fünf Bänden. Haffmans, Frankfurt/M. 2009, ISBN 978-3-86150-829-8 (Inhalt: „Das Lächeln der Pauline“, „In der Höhle der Löwin“, „Feucht“, „Tiefer“ und „Honigmund“).